# Make Your Move
Make Your Move (anteriormente llamada Cobu 3D, también conocida como Make Your Move 3D), es una película independiente coreana-americana de baile, inspirada en el drama de Romeo y Julieta, protagonizada por la cantante de K-pop BoA y por el bailarín de salón Derek Hough. La película fue dirigida por Duane Adler, quien escribió el guion para las películas Save the Last Dance (2001) y Step Up (2006). Hough no participó en la temporada doce de Dancing With The Stars para participar en la película, que fue grabada en Nueva York y Toronto durante la primavera de 2011. Aparte de los protagonistas, el cantante Yunho de TVXQ hizo un cameo. La película fue coreografiada por Tabitha y Napoleón D'umo, Yako Miyamoto y Nick González.
Un adelanto de la película fue mostrada en KCON 2012, una convención de entretenimiento coreano, realizado en Irvine (California). Las canciones de la banda sonora de la película fueron presentadas durante la convención, incluyendo las grabadas por los grupos coreanos Girls' Generation, F(x), TVXQ.
La película fue lanzada en 2013. De acuerdo a IMDb, se lanzó en Noruega, Italia, Bélgica, Holanda, Dinamarca. Mientras que en 2014 se estrenó en Los Emiratos Árabes, Corea del Sur y Estados Unidos.

## Elenco
- Derek Hough como Donny
- BoA como Aya
- Will Yun Lee como Kaz
- Wesley Jonathan como Nick
- Izabella Miko como Tatiana
- Jefferson Brown como Michael
- Miki Ishikawa como Natsumi
- Dan Lauria como Policía de libertad condicional
- Rick González como Rene
- Michael Mando como Raphael
- Yunho como Yunho (cameo)

## Críticas
Make Your Move ha recibido reseñas mixtas por los críticos. El sitio Rotten Tomatoes le dio a la película una puntuación de 46% basada en la revisión de 13 críticas, con una puntuación media de 5/10. Metacritic calculó un puntaje de 40 sobre 100 basado en 9 reseñas, lo que significa que las críticas están divididas. 
Sara Stewart del New York Post le dio a la película una de cuatro estrellas, afirmando que: "Los bailes están bien, pero hay un poco más para distinguir Make Your Move, un drama totalmente genérico en el que los dos protagonistas siempre se dicen: '¿Y si esto no funciona?', 'Tiene que', 'No se hace'". 
Inkoo Kang de Los Angeles Times afirmó que "El estilo principal de danza de Make Your Move es una fusión maravillosa de tap y hip hop, así como una mezcla real de tambores japoneses de taiko y baile de grupo femenino de kpop".
Frank Scheck de The Hollywood Reporter afirmó: "Con un público joven poco exigente, que apenas les importará las caracterizaciones de una sola nota, historia básica y un diálogo banal, incluso a medida que ellos van pasando de los mensajes de texto a los videos virales de youtube... El baile de Hough es de lejos más impresionante que su actuación, y BoA, a pesar de su atractivo sexual alegre, es una presencia aún menos convincente en la pantalla. Pero ciertamente se mueven bien juntos y eso es lo que más o menos importa aquí".
Stephanie Merry de The Washington Post afirmó: "A pesar de que el trabajo de pies en la habitación indujo más a la risa que otra cosa, algunos de los bailes fueron realmente espectaculares. Las escenas de la competición de clubes incluyeron una impresionante coreografía y movimientos que desafían la gravedad. Lo único malo es el diálogo trillado y un argumento predecible que intenta despegar pero no llega alto".

## Recepción
Make Your Move se ha vendido a 54 países. Un representante del equipo de CJ E&M reveló: “‘Make Your Move’ ha sido vendida a 54 países, incluyendo Francia, Alemania, Australia, República Checa y varios países más del sur de Asia y Europa través del 2011 Berlin Film Market y de múltiples festivales de cine. Las ventas superan los 6.3 millones de dólares”.

## Banda sonora
| Canción                      | Artista                            | Duración |
| ---------------------------- | ---------------------------------- | -------- |
| "Light Up This City"         | Candy Coated Killahz               | 3:59     |
| "Say Yes"                    | Jessica, Krystal & Kris            | 3:58     |
| "Let Me In"                  | Michael Corcoran                   | 2:37     |
| "You Found Me"               | Shannon LaBrie                     | 4:27     |
| "Cobu Love Theme"            | The Outfit & Tasha “Dash” Schumann | 4:22     |
| "Dance to the Drummers Beat" | Herman Kelly                       | 3:31     |
| "Runnin on Empty"            | TVXQ                               | 3:34     |
| "The Road (Finer Things)"    | NOLA Fam & Nicky Da B              | 3:17     |
| "Fall For You"               | Stephen Gordon                     | 4:07     |
| "Nu ABO"                     | F(x)                               | 3:43     |
| "Simple Simon"               | On Fire Music                      | 3:13     |
| "Cheap Creeper"              | Girls' Generation                  | 3:01     |
| "Catching Shadows"           | Felicia Barton                     | 3:54     |
| "Now We Know"                | The Outfit                         | 4:38     |
| "Breathing Love"             | Melodye Perry                      | 5:13     |
| "Trap"                       | Henry Lau                          |          |